# Armando Monteiro
Armando de Queiroz Monteiro Neto (nacido en Recife, el 24 de febrero de 1952) es un hombre de negocios, empresario, abogado y político brasileño. Se ha desempeñado como presidente de la Confederación Nacional de la Industria (CNI), como diputado federal durante tres períodos consecutivos y como senador federal, en ambos casos por el estado de Pernambuco. Se desempeñó como ministro de Desarrollo, Industria y Comercio Exterior de Brasil desde enero de 2015 hasta mayo de 2016 luego de la destitución de Dilma Rousseff.

## Biografía

### Primeros años y formación académica
Es hijo de Armando Monteiro de Queiroz Filho (ministro de Agricultura de Brasil en los años 1960) y Maria do Carmo Magalhães de Queiroz Monteiro. En 1973, se graduó en la carrera de Administración de Empresas en la Fundación Getulio Vargas, y en 1988 en Derecho en la Universidad Federal de Pernambuco (UFPE).
Está casado con Mônica Guimarães y es padre de cuatro hijos.

### Carrera
Inició su vida política en 1990 uniéndose al Partido de la Social Democracia Brasileña (PSDB), permaneciendo hasta 1997, cuando se unió al Partido del Movimiento Democrático Brasileño (PMDB). Desde 2003 pertenece al Partido Laborista Brasileño (PTB). Fue elegido diputado federal por Pernambuco durante tres mandatos consecutivos: 1999-2003 (por el PMDB), 2003-2007 y 2007-2011 (por el PTB). En las elecciones de 2010 fue elegido senador de Pernambuco en primer ligar con el 39,87% de los votos, con duración hasta el 31 de enero de 2019. Su sucesor en la lista fue Douglas Cintra.
En 1997 publicó el libro Missão e Compromisso («Misión y Compromiso»), en la editorial Letras & Artes.
Ha sido presidente de la Federación de Industrias del Estado de Pernambuco (FIEPE) siendo elegido por cuatro períodos consecutivos (1992-2004). El 15 de octubre de 2002 se convirtió en presidente de la Confederación Nacional de la Industria (CNI) y del Consejo Nacional del Servicio Nacional de Aprendizaje Industrial (SENAI) para el período 2002-2006. El 25 de julio de 2006, fue reelegido para el mandato 2006-2010, asumiendo el 7 de octubre. El 1 de junio de 2010 pidió la licencia para competir en las elecciones parlamentarias. Robson Braga de Andrade asumió el cargo de presidente en funciones, siendo elegido por unanimidad en octubre de 2010.
En 2014 intentó sin éxito ser gobernador de Pernambuco. Conformó la alianza "Pernambuco vai Mais Longe", siendo acompañado en la fórmula por Paulo Rubem Santiago del Partido Democrático Laborista. Fue uno de los principales candidatos. Quedó en segundo lugar con el 31,07% (1.373.237 votos).

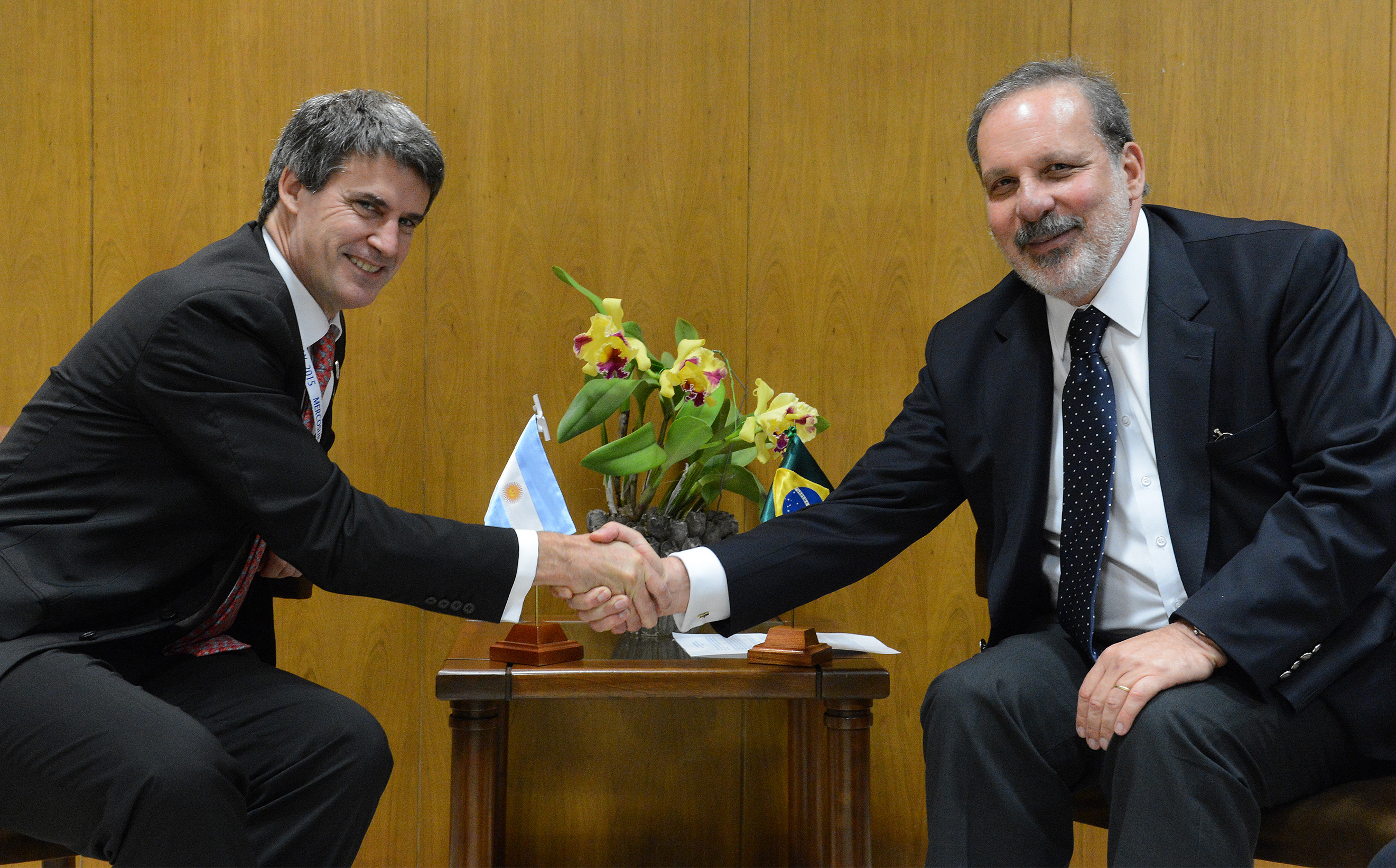
Monteiro con Alfonso Prat-Gay, ministro de Hacienda de Argentina, en la 49° Cumbre del Mercosur en Asunción del Paraguay, el 21 de diciembre de 2015.

El 1 de diciembre de 2014 fue anunciado oficialmente como ministro de Desarrollo, Industria y Comercio Exterior de Brasil del segundo mandato de Dilma Rousseff, asumiendo en el cargo el 1 de enero de 2015 y pidiendo licencia en el Senado brasileño.

## Condecoraciones
Monteiro ha recibido las siguientes condecoraciones:
- 1994 - Medalla Consejero João Alfredo Correia de Oliveira (TRT/PE)
- 1995 - Orden del Mérito Judicial del Trabajo (TST)
- 1995 - Orden del Mérito Judicial Juez Joaquim Nunes Machado (TJ/PE)
- 1998 - Orden del Mérito Prevencionista, Gran Oficial (Agência Brasil de Segurança/Recife)